# Assaria, Kansas
Assaria, Kansas (енгл. Assaria) град је у америчкој савезној држави Канзас.

## Демографија
По попису из 2010. године број становника је 413, што је 25 (-5,7%) становника мање него 2000. године.
| Група             | 2000.       | 2010.       |
| Белци             | 411 (93,8%) | 400 (96,9%) |
| Афроамериканци    | 0 (0,0%)    | 0 (0,0%)    |
| Азијати           | 1 (0,2%)    | 0 (0,0%)    |
| Хиспаноамериканци | 16 (3,7%)   | 8 (1,9%)    |
| Укупно            | 438         | 413         |